# 奇斯泰尔纳-迪拉蒂纳
奇斯泰尔纳-迪拉蒂纳（義大利語：Cisterna di Latina），是意大利拉蒂纳省的一个市镇。总面积142.83平方公里，人口35025人，人口密度245.2人/平方公里（2009年）。ISTAT代码为059005。